# Pseudococcus pipturicolus
Pseudococcus pipturicolus är en insektsart som beskrevs av John Wyman Beardsley 1963. 
Pseudococcus pipturicolus ingår i släktet Pseudococcus och familjen ullsköldlöss. Inga underarter finns listade i Catalogue of Life.